# 肌肉鬆弛劑
肌肉鬆弛劑（muscle relaxant）乃可以降低肌肉強度的藥物之總稱，在外科手術中搭配麻醉藥品使用。也可能用於減輕痙攣、疼痛、過度反射等症狀。肌肉鬆弛劑可依治療分類為神經肌肉阻斷劑和解痙劑。神經肌肉鬆弛劑透過干擾神經肌肉末端的神經傳導。解痙劑用於減緩骨骼肌疼痛、痙攣症狀。雖然這兩類藥物皆被歸類為肌肉鬆弛劑，但這個名詞較常被當作解痙劑使用。

## 發展歷史
肌肉鬆弛劑的應用，可追溯至16世紀。歐洲探險家發現南美洲亞馬遜盆地的原住民使用塗有毒液的箭頭，此種毒液可讓中箭者因肌肉麻痺而死亡，這種毒液被稱為箭毒，箭毒也開啟了早期藥理學的科學研究，筒箭毒鹼為其主要成份，筒箭毒鹼和其他人工合成衍生物，被大量用於乙醯膽鹼與神經肌肉傳導作用的科學實驗。到了1943年，在麻醉和手術過程中，神經肌肉阻斷藥物被用於肌肉鬆弛劑使用。
美国食品药品监督管理局於1959年核可使用Carisoprodol，Metaxalone和cyclobenzaprine分別於1962年8月13日和1977年8月26日核可。

## 中樞型肌肉鬆弛劑
- 苯二氮平類藥物（Benzodiazepines）
- Methocarbamol

## 未分類型肌肉鬆弛劑
- Baclofen
- Carisoprodol
- 氯羥苯惡唑(氯唑沙宗、氯若沙宗、Chlorzoxazone、肌肉鬆弛劑)
- Cyclobenzaprine
- Dantrolene
- Metaxalone
- Orphenadrine
- Pancuronium
- Tizanidine

## 作用於平滑肌的肌肉鬆弛劑
- Dicyclomine

## 其他劑型
- Clonidine
- Gabapentin

## 外部連結
- 醫學主題詞表（MeSH）：Skeletal+Muscle+Relaxants